# 5242 Kenreimonin
5242 Kenreimonin è un asteroide della fascia principale. Scoperto nel 1991, presenta un'orbita caratterizzata da un semiasse maggiore pari a 2,8006945 UA e da un'eccentricità di 0,0666937, inclinata di 2,87096° rispetto all'eclittica.
L'asteroide era stato inizialmente battezzato 5242 Kenreimon per poi essere corretto nella denominazione attuale.
L'asteroide è dedicato alla principessa giapponese Kenreimon in, figlia, sposa e madre di tre imperatori.